# Династија (ТВ серија из 1981)
Династија (енгл. Dynasty) америчка је телевизијска сапуница у ударном термину која је емитована од 12. јануара 1981. до 11. маја 1989. године на ABC-ју. Серија, твораца Естер и Ричарда Шапиро и продуцента Арона Спелинга, врти се око Карингтонових, богате породице која живи у Денверу. Главне улоге играју Џон Форсајт као нафтни магнат, Блејк Карингтон, Линда Еванс као његова нова супруга, Кристал, и касније Џоун Колинс као његова бивша супруга, Алексис.
Серију је ABC замислио да се такмичи са серијом у ударном термину, Далас, CBS-а. Рејтинзи прве сезоне серије нису били импресивни, али је побољшање друге сезоне укључивало долазак Колинсове као интригантне Алексис, када је гледаност ушла међу првих 20. До јесени 1982, била је топ 10 серија, а до пролећа 1985, била је прва серија у Сједињеним Државама. Популарност серије је значајно опала током последње две сезоне, а на крају је отказана у пролеће 1989. године након девет сезона и 220 епизода. Дводелна мини-серија, Династија: Поново на окупу, емитована у октобру 1991. Рибут серија са новом глумачком поставом премијерно је емитована у октобру 2017. године на The CW-у.
Династија је сваке године између 1981. и 1986. номинована за награду Златни глобус за најбољу ТВ драмску серију, освојивши 1983. године. Серија је изнедрила успешну линију модних и луксузних производа, а такође и спин-оф под називом Колбијеви. Остали значајни чланови глумачке екипе су Памела Сју Мартин, Лојд Бокнер, Хедер Локлир, Катарина Оксенберг, Мајкл Нејдер, Дајен Керол, Ема Самс, Рок Хадсон, Кејт О’Мара и Стефани Бичам.
На простору бивше СФР Југославије, све епизоде серије емитовала је ТВ Београд од 1984. до 1992. године. У Србији се након распада Југославије емитовала на Палми током 1994. и БК током 2003. године.

## Почетак
Године 1980. највећу гледаност у САД имала је ТВ серија Далас, која се емитовала на ТВ каналу Си-Би-Ес. Највећи конкурент Си-Би-Еса, ТВ канал Еј-Би-Си, тражио је нешто ново у својој програмској шеми да би избио у врх гледаности. Пошто је америчка популација била очарана животом богаташа, гламуром и похлепом у серији Далас, директор Еј-Би-Сија Тед Харбет, обратио се филмском и телевизијском продуценту Арону Спелингу да осмисли серију попут Даласа. Спелинг, који је на Еј-Би-Сију имао неколико хит серија, разговарао је са брачним паром Шапиро, Ричардом и Естер, који су имали у понуди написан пилот сценарио назван „Нафта”. Спелингу се допао сценарио о богаташу Блеку Паркхерсту из Денвера, који има нафтну компанију, свој приватни авион, поседује ергелу коња, фудбалски тим и живи на великом имању у кући од 48 соба. Еј-Би-Си је прихватио сценарио и наручио 13 епизода уз услов да дође до измене у презимену главних јунака. Тако је презиме богаташа Паркхерста промењено у Карингтон, а презиме његовог ривала Корбија у Колби.

## Одабир глумаца
Арон Спелинг је за улогу Блејка Карингтона предложио да то буде његов близак пријатељ, глумац Џон Форсајт. Шездесетдвогодишњи Форсајт је у то време био већ ангажован у Спелинговој серији „Чарлијеви анђели”, где је глумио Чарлија, али му се лице никад није видело, већ се чуо само његов глас преко телефона. Еј-Би-Си мрежа је то одбила и тражила да то буде неки млађи, наочит и префињенији, а пре свега познатији глумац. Изабран је Џорџ Пепард, који је глумио у филму „Доручак код Тифанија”. Еј-Би-Си је морао да плати већи хонорар за Пепарда, тако да су продуценти кренули у одабир глумаца који би ТВ мрежу мање коштали. За улогу Блејкове секретарице Кристал, изабрана је Линда Еванс, која је својим држањем и изгледом задивила Естер Шапиро на аудицији. За улогу Стивена, Блејковог сина који је хомосексуалац, изабран је млади глумац Ал Корли, а за улогу Блејкове размажене ћерке Фалон изабрана је Памела Су Мартин. За улогу Блејковог ривала Сесила Колбија изабран је Лојд Боxнер, а за његовог братанца Џефа, глумац Џон Џејмс. Пошто је снимање у Денверу било скупо, продуценти серије су у Калифорнији, у близини Сан Франциска, нашли раскошну кућу са великим имањем која је послужила за резиденцију Карингтонових. Када је почело снимање пилот епизоде Џорџ Пепард се сукобио са продуцентима захтевајући да се измени његова улога јер је сматрао да је слична са улогом Џејa Ара из серије „Далас”. Три недеље касније, Џорџ Пепард је добио отказ, а Арон Спелинг је поново предложио Џона Форсајта за улогу Блејка Карингтона што је Еј-Би-Си мрежа прихватила, зато што их је мање коштао него Пепард. Форсајт је такође тражио да његов лик не буде злобан, па је дошло до мањих измена у сценарију, тако да су сцене у којима се појављивао Пепард поново снимљене, овог пута са Џоном Форсајтом.

## Назив серије
Након што је снимљена пилот епизода челним људима са Еј-Би-Сија се није свидео назив „Нафта”, зашто што је подсећао на нафтне бушотине, а не на раскош и богатство, о чему се у серији заправо радило. Узели су обзир 50 наслова, и одабрали наслов „Династија”. Да би уз назив „Династија” ишла нека одговарајућа отмена музика, ангажован је Бил Конти, познати композитор који је компоновао музику за филм „Роки” и био диригент доделе Оскара. Када је главна композиција урађена снимљена је и насловна шпица, која је у насловном кадру имала кров резиденције Карингтонових изнад које у почетку белим, а касније жутим словима стоји назив Династија.

## Прва епизода
Емитовање прве епизоде било је планирано за јесен 1980. године, али је одлагано више пута због штрајка америчких глумаца. Продуценти су убедили Еј-Би-Си да пилот епизоду емитују у виду филма у трајању од 3 сата. Пилот епизода је названа „Нафта”, онако како је био првобитни назив за серију. Коначно, 12. јануара 1981. године, емитована је прва епизода серије Династија у виду тросатног ТВ филма. Седам дана касније Роналд Реган је положио заклетву традиционалном примопредајом дужности на место председника Сједињених Америчких Држава. На тој функцији је остао до 1989. када се и Династија завршила.
Прва епизода била је пуна интрига и пикантерија: богати нафтни магнат Блејк Карингтон жени се са својом секретарицом Кристал, његов син Стивен признаје да је хомосексуалац, а његова ћерка Фалон спава са породичним возачем али и флертује са очевим ривалом Сесилом Колбијем. У то време у град се враћа Метју Блајздел, водећи геолог Блејкове компаније Денвер Карингтон и некадашњи Кристалин љубавник.
Пилот епизода није имала велику гледаност, а критика је серију назвала јефтином копијом серије Далас. То није много сметало продуцентима „Династије”, који су у даљем току серије имали много разлика у односу на Далас, превасходно због лика Стивена Карингтона који је био хомосексуалац, што је у то време био прави „мач са две оштрице” на америчкој телевизији.

## Радња

### Прва сезона
Уместо да буде пожртвован према Кристал, Блејк је преокупиран проблемима са својом компанијом Денвер Карингтон. Кристал постаје предмет презира од стране особља у кући, а и од стране Фалон, Блејкове промискуитетне ћерке из првог брака. Фалон склапа тајни договор са Сесилом Колбијем, те се удаје за његовог нећака Џефа Колбија, да би спасла очев посао. Сесил на тај начин покушава да стекне контролу над Денвер Карингтононом. Блејк сазнаје да му је потенцијални наследник хомосексуалац, па тако долази у сукоб са Стивеном који га критикује због капиталистичке бахатости и неморалног пословања. Метју Блајздел долази у сукоб са Блејком кад безуспешно покуша да обнови везу са Кристал. То додатно закомпликује живот његовој породици коју уз ћерку тинејџерку чини и Клаудија, супруга која је тек пуштена из психијатријске болнице. Иако је имао везу са мушкарцем, Стивен ступа у везу са Клаудијом. У Денвер долази Стивенов бивши дечко, Тед Динард. Када их Блејк затекне у опроштајном загрљају, у наступу беса одгурне Теда. Долази до туче у којој Тед пада, удара главом о ивицу камина и на месту остаје мртав. Полиција хапси Блејка са оптужницом за убиство, а Стивен на суду сведочи да је Тедова смрт била резултат очевих пакосних циљева. Као сведок оптужнице у задњој епизоди прве сезоне у судници се појављује мистериозна жена са шеширом и велом преко лица, коју Фалон препознаје, изненађено узвикујући: „Господе! То је моја мајка!”
Сценаристи серије Естер и Ричард Шапиро хтели су да Блејк затекне Теда и Стивена како се љубе, али ТВ мрежа Еј-Би-Си је категорички одбила да прикаже пољубац двоје хомосексуалаца у ударном термину, па је сценарио измењен.

#### Улазак Алексис
Еј-Би-Си је захтевао неко изненађење за крај прве сезоне, што би гледаоце натерало да прате серију у другој сезони. Арон Спелинг је као сценаристе ангажовао још један брачни пар, Ајлин и Роберта Мејсона Полока уз сугестију да из будућих епизода избаце референце везане за нафту и серији дају више нагласка на сапуницу. Тако је створен нови лик Блејкове бивше жене, Алексис Карингтон, која се први пут појављује како улази у судницу. Пошто још није била одабрана глумица која би тумачила лик Алексис, Естер Шапиро је на снимање довела своју пријатељицу, Меги Викман, која је у тој сцени одглумила Алексис, са шеширом на глави и велом преко лица.
За почетак снимања друге сезоне требало је наћи глумицу за лик Алексис. Еј-Би-Си је тражио да се ангажује нека позната глумица. Пошто су улогу Алексис одбиле да тумаче Софија Лорен, Ракел Велч и Елизабет Тејлор, Спелингова супруга је предложила британску глумицу Џоун Колинс, која је глумила главни лик у провокативном филму „Пастув” и његовом наставку, „Кучка”. Иако се Џоун Колинс у почетку премишљала, на крају је прихватила улогу када су јој продуценти објаснили да ће њен лик бити злица, жена која је гора неко лик Џеј Ара из конкурентне серије „Далас”. Преокрет у серији направио је улазак Алексис, односно долазак Џоун Колинс у серију. Њен лик гламурозне жене, али и бескрупулозне манипулаторке која не преза ни од чега да би постигла свој циљ засенио је све друге и постао икона целе серије, а Џоун Колинс је досегла врхунац каријере. Гледаност серије је порасла, а у једној од епизода се као гости, тумачећи саме себе, појављују бивши амерички председник Џералд Форд, његова супруга и бивши министар спољних послова Хенри Кисинџер.

### Друга сезона
Друга сезона серије „Династије” почела је сведочењем Алексис. Блејк је осуђен на три године условно, а Алексис је остала у Денверу да би била са својом децом. Њој је Блејк пре много година, кад је сазнао да га је преварила, дао новац да оде из града и остави децу. У другој сезони Алексис се зближава са Блејковим ривалом Сесилом Колбијем, који у кревету с њом доживи срчани удар. Алексис се удаје за њега у болници и након што изговори судбоносно да, Сесил умире, а Алексис наслеђује све, укључујући и његову гигантску компанију Колбико.
Давајући серији тон сапунице, продуценти су наишли на критике јер се прва сезона по садржају пуно разликовала од друге. Критичари су касније чак тврдили да је прва сезона прави „телевизијски класик” у поређењу са сценаријима који су били карактеристични за наредних осам.

#### Алексис и Кристал
Гледаоци су обожавали лик Алексис, која је у исто време ужасавала и фасцинирала публику својом подлошћу. Кристал је била сушта супротност Алексис, а сукоб та два лика одвијао се кроз вербалне окршаје, али и физичке обрачуне који се сматрају једним од најпопуларнијих тренутака целе серије. Када је Кристал сазнала да је Алексис разлог њеног побачаја, јер је пала с коња кад је ова намерно пуцала у ваздух, њих две су постале заклети непријатељи. Туче између та два женска лика у серији постале су честе и легендарне. У тим сценама се уместо Џоун Колинс појављивала њена дублерка.

#### Стивен Карингтон
Лик Стивена Карингтона је први хомосексуални лик који се појавио у некој америчкој серији и до данас остао је најпознатији. За разлику од Фалон која је била превише слободна и блудна, Стивен је био нежан и пажљив. Управо то је привукло глумца Ала Корлија да тумачи лик Стивена, да би приказао нешто различито, што досад на телевизији није било виђено. Корли је на тај начин хтео да покуша да разбије предрасуде које су људи имали према хомосексуалцима. Међутим, Еј-Би-Сију се није допао Стивенова хомосексуалност, па је у серију убачен лик Семи Џо, Кристалине сестричине, с намером да заведе Стивена. За улогу Семи Џо, изабрана је глумица Хедер Локлир. Због те промене Стивеновог сексуалног опредељења, Ал Корли је хтео да напусти серију сматрајући да једна атрактивна жена не може да излечи мушкарца који је геј. На крају друге сезоне Ал Корли је напустио серију, а лик Стивена Карингтона послат је на нафтну бушотину у Јаванско море. Организована је аудиција за новог глумца који би тумачио лик Стивена, на којој је изабран глумац Џек Колман. У трећој сезони дошло је до експлозије на нафтној бушотини. Због опекотина на лицу, Стивену је извршена пластична операција, а нови глумац, Џек Колман је дошао на место Ала Корлија.

### Трећа, четврта и пета сезона
Највећу гледаност ТВ серија Династија имала је у четвртој и петој сезони.

#### Нови ликови
Додавањем нових ликова серија је брзо стекла велику гледаност. После доласка Алексис, сценаристи су почели да убацују и остале чланове најуже родбине протагониста.
Пре него што је Џек Колман изабран за лик Стивена, продуцентима је био потребан нови лик који ће бити мушки зликовац. Тако је осмишљен лик Адама Карингтона, кога је тумачио Гордон Томсон. Адам је био најстарији син Блејка и Алексис, кога је пре много година отет. У серији се и појављује и Кирби Андерс, ћерка Блејковог настојника Џозефа. Она се заљубљује у Џефа, али је једном приликом силује Адам. Након што се уда за Џефа, сазнаје да је затруднела оне вечери када је била силована. У серију улази и глумац Џефри Скот, тумачећи лик Марка Џенингса, бившег мужа Кристал Карингтон. Алексис доводи Марка у Денвер да би напакостила Кристал и растурила њен брак са Блејком.
На крају треће сезоне, Кристал и Алексис налазе се у колиби коју је ухватио пожар. Спасава их Марк Џенингс, а Џозеф који је подметнуо пожар да би напакостио Алексис због неких ствари из прошлости, извршава самоубиство. Алексис успе на крају да раздвоји Адама и Кирби.
Избацивање лика Сесила Колбија из серије било је због одлуке Еј-Би-Сија да нађе неког млађег и згоднијег љубавника за Алексис, како би гледаност серије била у првих десет. За ту прилику изабран је глумац Мајкл Нејдер који је тумачио лик Декса Декстера. Крајем четврте сезоне, Марк Џенингс бива гурнут са терасе стана Алексис Колби, а она бива ухапшена.
Из серије одлази Памела Су Мартин, која није могла да се носи са популарношћу коју јој је серија донела. Обожаваоци су је стално опседали, тако да је Фалон Карингтон погинула приликом пада авиона, мада њено тело није пронађено. Да би попунили празно место, продуценти су осмислили нови лик, Аманду, Алексисину ћерку која је дошла из Лондона да би посетила мајку која је у затвору. Улогу Аманде добила је Катарина Оксенберг, британска глумица српског порекла, ћерка принцезе Јелисавете Карађорђевић. Аманда је дошла да би сазнала праву истину о свом оцу. Њу је у Лондону одгајила тетка. Сматрала је да је њен отац инструктор скијања са којим је Алексис давно била у вези. Када Алексис ослободе кривице за убиство, Аманда сазнаје да је њен прави отац Блејк, да се родила после његовог развода са Алексис и одлучи да остане у Денверу. Кристал остаје у другом стању и рађа Блејку ћерку којој дају име Кристина.
Да би привукли и афроамеричку популацију, у серију је убачен лик Доминик Деверо, Блејкове полусестре, коју тумачи Дајен Керол, глумица црначког порекла.
Гледаоцима нису сметали нови ликови у серији и Династија је у трећој сезони скочила са 19. на 5. место листе гледаности у САД. У четвртој сезони серија је била међу прве три најгледаније, али „Далас” је и даље био први. Да би победили „Далас”, продуценти су се одлучили на један корак који им је донео велики успех, прекретницу у радњи серије и пад гледаности.
Естер и Ричард Шапиро, сценаристи и извршни продуценти серије, отишли су у Париз и понудили свом омиљеном глумцу, Року Хадсону, да прихвати улогу у „Династији”. Хадсон, који је био познат као глумац који се током седамдесетих специјализовао за главне улоге у романтичним филмовима, пристао је и додељена му је улога Данијела Риса, одгајивача коња који се заљубљује у Кристал. Гледаоци су са одушевљењем прихватили Хадсона, а гледаност је почела да расте из недеље у недељу. Међутим, Рок Хадсон је имао здравствених проблема, а често није могао ни текст да упамти. Оно што људи који су радили на серији нису знали је то да је Хадсон оболео од сиде. У једној од епизода Хадсон се, према сценарију, пољубио у уста са Линдом Еванс. Крио је да је у последњом стадијуму инфекције вируса хумане имунодефицијенције, обзиром да се тада мало знало о преношењу те болести. Иако је потписао уговор за десет епизода, због лошег здравственог стања снимио је само седам, након чега се повукао из глумачког живота, а самим тим и из Династије.
Серија је током пете сезоне успела да победи Далас и буде најгледанија у САД.

#### Популарност серије
Међу великим обожаваоцима серије били су и Роналд Реган и његова супруга Ненси. Они су 1983. године позвали Џоун Колинс да дође у њихову службену резиденцију, у Белу кућу. Неколико дана после посете председнику САД, Џоун Колинс је добила награду Златни глобус за најбољу глумицу у телевизијској серији. Недуго потом појавила се и на насловној страни часописа Плејбој.
Током четврте и пете сезоне, буџет серије је био милион америчких долара по епизоди, који је за тадашње телевизијске стандарде био необично велик. У кадрове је убациван прави стилски намештај, свилена постељина, оригинално скупоцено посуђе, глумци су носили прави накит, јели прави кавијар, дочаран је прави живот богаташа. Костими које је Нолан Милер дизајнирао за потребе серије послужили су за дизајне високе моде, чиме је остварен снажан утицај на светску моду. Једна хаљина од шифона дизајнирана за Линду Еванс коштала је чак 18 хиљада долара. У Њујорку се 1984. године у продаји нашла и модна линија „Династија”, а на отварању су се појавили глумци из серије. Они који нису могли да уђу у радњу разбили су излоге да би ушли и видели своје омиљене глумце, тако да је обезбеђење морало да интервенише. Године 1984. у продаји се нашла књига „Биографија Карингтонових”, која је представљала неку врсту службене биографије свих ликова серије са многобројним фотографијама. Осим тога на тржишту се појавио и парфем „Заувек Кристал”, као и лутке са изгледом главних ликова серије.

#### Молдавски масакр
Године 1985. „Династија” је била на првом месту гледаности ТВ програма у САД. Последња епизода пете сезоне најгледанија је епизода у историји ове серије. У просеку око 16 милиона људи у САД гледало је краљевско венчање Блејкове ћерке Аманде и краљевића Мајкла у његовој домовини Молдавији, на којем присуствују сви ликови. Док Аманда и Мајкл размењују брачне завете, долази до државног удара, побуњеници упадају у цркву и из ватреног оружја пуцају у све званице. У задњој сцени пете сезоне, сви крвави леже на поду. Потпуно неизвесна судбина протагониста је шокирала публику размерама крвопролића, а критичари су овакав завршетак сезоне назвали Молдавски масакр. Чак ни глумци нису знали да ли ће њихови ликови преживети, јер нису имали обновљен уговор за наредну сезону. Критике су биле оштре због приказивања терористичког напада у ударном термину на телевизији. Али поред тога, та епизода постала је феномен о којем се највише причало у паузи између две телевизијске сезоне. Ова епизода, названа „Краљевска свадба”, сматра се кључном за неуспех серије који је Династија имала током наредне четири сезоне.

### Шеста сезона
Док су се продуценти припремали за шесту сезону и за то ко ће преживети масакр у Молдавији, Џоун Колинс запретила је да ће напустити серију ако не добије повишицу. Пошто није могла да се договори са продуцентима, одбила је да се појави на снимању прве епизоде шесте сезоне, тако да је њен лик избрисан из те епизоде, а један део њеног текста дат је Линди Еванс.
На почетку шесте сезоне испоставило се да су сви, осим два споредна лика (Ешли Мичел и Лук Фулер), преживели масакр упркос киши метака којој су били изложени. Сви глумци из главне поставе су продужили уговоре, осим Џоун Колинс.
Чим је почело снимање шесте сезоне, вест да Рок Хадсон умире од сиде проширила се светом. Линда Еванс која се у једној сцени пете сезоне пољубила са Хадсоном, била је веома узнемирена јер лекари у то време нису знали да се сида не може пренети пољупцем. Линда и још неколико глумаца подвргли су се тестирању на ХИВ. Тест се показао негативним и снимање се наставило. У међувремену Џоун Колинс је добила повишицу и тиме постала највише плаћена телевизијска глумица. Добила је 60 хиљада долара по епизоди и вратила се на снимање након што је изостала из прве епизоде у шестој сезони.
Крајем шесте сезоне из серије су отишле две глумице. Памела Белвуд која је од прве сезоне била у серији тумачећи лик Клаудије Блејздел, отишла је из серије када је саопштила продуцентима да је трудна. Њен лик настрадао је у пожару. Након што нису могли да изађу у сусрет Катарини Оксенберг која је тражила повишицу, продуценти јој дају отказ. На њено место долази Карен Челини, али промена глумице се није допала публици. Карен се појавила само у првих 13 епизода седме сезоне. Аманда, лик који је она тумачила, вратила се у Лондон и никад више није споменута до краја серије.
Да би повратили гледаност у серију су убачени нови ликови: Блејков брат Бен (Кристофер Казенов), његова ћерка Лесли (Тери Гарбер) и Алексисина сестра - Касандра Морел (Кејт О’Мера). Серији се придружио и познати глумац Џорџ Хамилтон, који је добио улогу Џоела Абригора, режисера који је био опседнут Кристал. Отео ју је и држао закључану, док је његова глумица Рита, која је оперисана да би личила на Кристал, глумила њу пред Блејком и породицом, све док се није истина открила. На крају шесте сезоне, Династија је пала са 1. на 7. место гледаности.
Током шесте сезоне Династије, емитована је прва сезона огранка серије Колбијеви, која је за главне ликове имала породицу Колби из Лос Анђелеса. Ликови Фалон и Џефа су пребачени у Колбијеве. На крају сезоне, Колбијеви су завршили на 35. месту гледаности.

### Седма и осма сезона
Седма сезона „Династије” била је поражавајућа. Кристина, ћерка Блејка и Кристал, има проблема са срцем и мора на трансплантацију. Проналазе донатора, али Сара Кертис, даватељкина мајка, отимаКристину. Блејк, Алексис и Бен одлазе у југоисточну Азију да посете нафтну бушотину, где долази до експлозије. Када Кристал дође у посету Блејку у болницу, сазнаје да је он не препознаје и да мисли да је још у браку са Алексис. Сломљеног срца, Кристал се спрема да се врати у Денвер. Неколико тренутака касније, Блејку се враћа памћење. У задњој сцени седме сезоне враћа се Метју Блајздел, који је нестао након што је отишао из града у првој сезони. Гледаност је још више пала, тако да је на крају седме сезоне „Династија” испала из првих 20 најгледанијих и завршила на 24. месту.
Надајући се да ће његова бивша љубав Кристал побећи са њим, Метју Блејздел држи Карингтонове као таоце, све док их не спаси Стивен. Алексис вози ауто којем отказују кочнице и она пада с моста у реку. Спасава је мистериозни незнанац Шон Роуан, за кога се она касније удаје, не знајући да је он син Блејковог настојника Џозефа који жели да освети оца. Шон покушава разним преварама да уништи Карингтонове. Кристал почињу да муче несносне главобоље. На крају осме сезоне Декс убија Шона у самоодбрани, а Блејк налази разбацане ствари у спаваћој соби и схвата да је Кристал нестала.

### Девета сезона
С намером да укине серију, ново руководство Еј-Би-Сија је скресало буџет за девету сезону „Династије”. Почетком сезоне, Линда Еванс је одлучила да напусти серију, па се због тога појавила у само шест епизода. Због немогућности да јој плате високе хонораре, Џоан Колинс се појавила само у 13 епизода девете сезоне од укупно 22. У деветој сезони као непријатељ Алексис Колби појављивала се Стефани Бичам која је тумачила Сабел Колби, свој лик из огранка серије Колбијеви. Са њом је дошла и њена ћерка Моника, коју је као и у серији Колбијеви тумачила Трејси Скоџинс.
Кристал налазе на језеру, а поред ње и леш мушкарца. Заплет се највише врти око убиства некадашњег љубавника Алексис, који је пронађен у језеру. Кристал одлази на операцију мозга у Швајцарску. Сабел Колби преузима друштво "Колби" и хотел "Карлтон" од Алексис. На крају девете сезоне, Фалон се са Кристином налази затрпана у руднику испод земље, Алексис и Декс падају са балкона, Кристал након операције пада у кому, а Блејк бива погођен из ватреног оружја и крвари на степеницама своје куће.
Продуценти су планирали за десету сезону да врате лик Доминик Деверо у серију, с обзиром да је Џоан Колинс одлучила да је напусти. У међувремену, „Династија” је отказана за даље емитовање због лоше гледаности, упркос напорима продуцената да сачувају серију остављајући неизвесну судбину главних протагониста, тако да је крај серије остао недовршен.
Када је било јасно да се „Династија” више неће емитовати, критичари су дан кад је емитована последња епизода серије назвали даном када су се осамдесете завршиле.

### Династија: Поново на окупу
Две године након што су главне јунаке серије „Династија” оставили у смртној опасности, извршни продуценти серије Естер Шапиро и Арон Спелинг предложили су Еј-Би-Сију да сниме ТВ филм „Династија: Поново на окупу”. Иако су се челни људи ТВ мреже Еј-Би-Си противили тој замисли, на крају су пристали јер је било срамота оставити недовршен крај серије која је Еј-Би-Си довела у сам врх гледаности. Тако је серија коначно приведена крају у виду мини-серије из два дела у трајању од по 90 минута. Одобрен је мали буџет, а скоро сви глумци су пристали поново да се нађу на окупу. Своје улоге су поновили Џон Форсајт, Линда Еванс, Џоан Колинс, Хедер Локлир, Ема Самс и Џон Џејмс. У улози Стивена поново се нашао Ал Корли, глумац који га је тумачио у првој постави, зато што је Џек Колман био заузет као и Гордон Томсон који је имао потписан уговор са Ен-Би-Сијем за серију „Санта Барбара” тако да је лик Адама Карингтона глумио Робин Сакс.
Блејк излази из затвора, а Кристал се враћа из Швајцарске. Фалон је са Мајлсом Колбијем и треба да одлучи између њега и Џефа. Стивен је у Вашингтону са својим дечком. Семи Џо је манекенка у Њујорку, а Алексис је у вези са Џеремијем ван Дорном, чланом тајног удружења Конзорцијум које намерава да преузме друштва Колби и Денвер-Карингтон, два водећа нафтна друштва у Колораду. Адам је на челу друштва Денвер-Карингтон, али финансијама управља Конзорцијум. Најподмуклији план Конзорцијума је да употребе Кристал против Блејка. Пре него што је пуштена из клинике у Швајцарској, Кристал је био испран мозак и програмирана је да убије Блејка. Али Блејк и њена љубав према њему успевају да је савладају да га не убије. Џефа отима Конзорцијум. Адам и Кирби успевају да га спасу. Упркос Адамовој умешаности у Конзорцијум, Блејк и он успевају да се помире и премосте несугласице. Блејк и Адам правним путем успевају да поврате 'друштво од Конзорцијума. Џереми ван Дорн наговара Алексис да га упозна са Блејком. Када су стигли на имање Карингтонових, Алексис схвата да је насамарена па се супротставила Џеремију, али ју је он завезао и покушао да је угуши плином. Након безуспешног покушаја да убије Блејка, Џеремија хвата Конзорцијум који није задовољан његовим радом. Адам у задњем часу спасава Алексис. Сви се окупљају заједно на породичној вечери коју је организовала Кристал. Блејк наздравља свима, а Фалон схвата да воли Џефа. На крају Блејк и Кристал плешу задовољни што су поново заједно.

## Колбијеви
Гледаност Династије је 1985. почела да опада, тако да је са првог места пала на седмо. Један од разлога за пад гледаности је био тај што су продуценти били превише заузети стварањем нове серије, „Династија 2: Колбијеви”, која је настала као споредни производ „Династије”. У новембру 1985. Колбијеви су премијерно приказани на Еј-Би-Сију. Серија је пратила живот калифорнијских богаташа, породице Колби из Лос Анђелеса. Главне улоге су додељене Чарлтону Хестону, Барбари Стенвик, Кетрин Рос и Стефани Бичам. Џон Џејмс који је глумио Џефа Колбија у Династији прешао је у Колбијеве, који су добили још један лик из Династије, Фалон Карингтон. Памела Су Мартин није хтела да понови улогу Фалон, па је та улога додељена глумици Еми Самс. Фалон се појавила у Лос Анђелесу са амнезијом и новим именом Рендал Адамс. Тамо је упознала Мајлса Колбија, не слутећи да је он Џефов брат од стрица. Увод у серију Колбијеви била је једна епизода Династије. Уводна шпица за ту епизоду трајала је дуже од два минута, јер се у њој поред главних ликова Династије као специјални гости појављују и ликови из серије Колбијеви.
Ни „Колбијеви” нису имали успеха. Прва сезона је била на 35. месту, а друга на 64. месту листе гледаности у САД. У последњој епизоди друге сезоне серије Фалон су отели ванземаљци, а серија је отказана. Џон Џејмс и Ема Самс су се вратили у Династију на почетку осме сезоне. Стефани Бичам (Сабел Колби) и Трејси Скоџинс (Моника Колби) су уведене у Династију у последњој, деветој сезони, а Максвел Колфилд (Мајлс Колби) се појавио у „Династија: Поново на окупу”.

## Улоге
| Лик                 | Глумац             | Сезоне    | Сезоне | Сезоне | Сезоне | Сезоне | Сезоне    | Сезоне    | Сезоне | Сезоне    | Сезоне |  |
| Лик                 | Глумац             | 1         | 2      | 3      | 4      | 5      | 6         | 7         | 8      | 9         | Н      |  |
| ------------------- | ------------------ | --------- | ------ | ------ | ------ | ------ | --------- | --------- | ------ | --------- | ------ |  |
| Блејк Карингтон     | Џон Форсајт        | Главни    | Главни | Главни | Главни | Главни | Главни    | Главни    | Главни | Главни    | Главни |  |
| Кристал Карингтон   | Линда Еванс        | Главни    | Главни | Главни | Главни | Главни | Главни    | Главни    | Главни | Главни    | Главни |  |
| Фалон Карингтон     | Памела Су Мартин   | Главни    | Главни | Главни | Главни |        |           |           |        |           |        |  |
| Фалон Карингтон     | Ема Самс           |           |        |        |        | Главни | Главни    | Главни    | Главни | Главни    | Главни |  |
| Клаудија Блајздел   | Памела Белвуд      | Главни    | Главни | Главни | Главни | Главни | Главни    |           |        |           |        |  |
| Стивен Карингтон    | Ал Корли           | Главни    | Главни |        |        |        |           |           |        |           | Главни |  |
| Стивен Карингтон    | Џек Колман         |           |        | Главни | Главни | Главни | Главни    | Главни    | Главни |           |        |  |
| Џеф Колби           | Џон Џејмс          | Главни    | Главни | Главни | Главни | Главни | Главни    | Главни    | Главни | Главни    | Главни |  |
| Мајкл Кулхејн       | Вејн Нортроп       | Главни    |        |        |        |        |           | Главни    |        |           |        |  |
| Линдзи Блајздел     | Кети Курцман       | Главни    |        |        |        |        |           |           |        |           |        |  |
| Волтер Ланкершим    | Дејл Робертсон     | Главни    |        |        |        |        |           |           |        |           |        |  |
| Метју Блајздел      | Бо Хопкинс         | Главни    |        |        |        |        |           | Гостујући | Главни |           |        |  |
| Сесил Колби         | Лојд Бохнер        | Епизодни  | Главни | Главни |        |        |           |           |        |           |        |  |
| Саманта Џозефин Дин | Хедер Локлир       |           | Главни | Главни | Главни | Главни | Главни    | Главни    | Главни | Главни    | Главни |  |
| Џозеф Андерс        | Ли Бергер          | Епизодни  | Главни | Главни | Главни |        |           |           |        |           |        |  |
| Алексис Карингтон   | Џоан Колинс        | Гостујући | Главни | Главни | Главни | Главни | Главни    | Главни    | Главни | Главни    | Главни |  |
| Николас Тоскани     | Џејмс Фарентино    |           | Главни |        |        |        |           |           |        |           |        |  |
| Адам Карингтон      | Гордон Томсон      |           |        | Главни | Главни | Главни | Главни    | Главни    | Главни | Главни    |        |  |
| Адам Карингтон      | Робин Сакс         |           |        |        |        |        |           |           |        |           | Главни |  |
| Семјуел Џенингс     | Џефри Скот         |           |        | Главни | Главни |        |           |           |        |           |        |  |
| Кирби Андерс        | Кетлин Белер       |           |        | Главни | Главни |        |           |           |        |           | Главни |  |
| Трејси Кендал       | Дебора Адер        |           |        |        | Главни |        |           |           |        |           |        |  |
| Фарнсворт Декстер   | Мајкл Нејдер       |           |        |        | Главни | Главни | Главни    | Главни    | Главни | Главни    |        |  |
| Питер де Вилбис     | Хелмут Бергер      |           |        |        | Главни |        |           |           |        |           |        |  |
| Доминик Деверо      | Дајен Керол        |           |        |        | Главни | Главни | Главни    | Главни    |        |           |        |  |
| Брејди Лојд         | Били Ди Вилијамс   |           |        |        |        | Главни |           |           |        |           |        |  |
| Аманда Карингтон    | Катарина Оксенберг |           |        |        |        | Главни | Главни    |           |        |           |        |  |
| Аманда Карингтон    | Карен Челини       |           |        |        |        |        |           | Главни    |        |           |        |  |
| Данијел Рис         | Рок Хадсон         |           |        |        |        | Главни |           |           |        |           |        |  |
| Ешли Мичел          | Али Мекгро         |           |        |        |        | Главни |           |           |        |           |        |  |
| Краљевић Мајкл      | Мајкл Пред         |           |        |        |        | Главни | Главни    |           |        |           |        |  |
| Џоел Абригор        | Џорџ Хамилтон      |           |        |        |        |        | Главни    |           |        |           |        |  |
| Џејсон Колби        | Чарлтон Хестон     |           |        |        |        |        | Главни    |           |        |           |        |  |
| Мајлс Колби         | Максвел Колфилд    |           |        |        |        |        | Главни    |           |        |           | Главни |  |
| Гарет Бојдстон      | Кен Хауард         |           |        |        |        |        | Главни    |           |        |           |        |  |
| Констанц Колби      | Барбара Стенвик    |           |        |        |        |        | Главни    |           |        |           |        |  |
| Касандра Морел      | Кејт О’Мара        |           |        |        |        |        | Главни    | Главни    |        |           |        |  |
| Клеј Фалмонт        | Тед Макгинли       |           |        |        |        |        | Главни    | Главни    |        |           |        |  |
| Бенџамин Карингтон  | Кристофер Казенов  |           |        |        |        |        | Главни    | Главни    |        |           |        |  |
| Лесли Карингтон     | Тери Гарбер        |           |        |        |        |        |           | Главни    | Главни |           |        |  |
| Сара Кертис         | Каси Јејтс         |           |        |        |        |        |           | Главни    |        |           |        |  |
| Дејна Воринг        | Лин Ханли          |           |        |        |        |        |           | Главни    | Главни | Главни    |        |  |
| Шон Андерс          | Џејмс Хили         |           |        |        |        |        |           |           | Главни | Гостујући |        |  |
| Сабел Колби         | Стефани Бичам      |           |        |        |        |        | Гостујући |           |        | Главни    |        |  |
| Моника Колби        | Трејси Скоџингс    |           |        |        |        |        | Гостујући |           |        | Главни    |        |  |
| Арлен Маршал        | Мајкл Брендон      |           |        |        |        |        |           |           |        |           | Главни |  |
| Џереми ван Дорн     | Жерон Крабе        |           |        |        |        |        |           |           |        |           | Главни |  |

Напомене
1. ↑  Лик Алексис је у последњој епизоди 1. сезоне тумачила глумица Меги Викман која није била потписана.

## Епизоде
| Сезона | Сезона   | Епизоде | Епизоде | Оригинално емитовање | Оригинално емитовање |
| Сезона | Сезона   | Епизоде | Епизоде | Премијера            | Финале               |
| ------ | -------- | ------- | ------- | -------------------- | -------------------- |
|        | 1.       | 15      | 15      | 12. јануар 1981.     | 20. април 1981.      |
|        | 2.       | 22      | 22      | 4. новембар 1981.    | 4. мај 1982.         |
|        | 3.       | 24      | 24      | 29. септембар 1982.  | 20. април 1983.      |
|        | 4.       | 27      | 27      | 28. септембар 1983.  | 9. мај 1984.         |
|        | 5.       | 29      | 29      | 26. септембар 1984.  | 15. мај 1985.        |
|        | 6.       | 31      | 31      | 25. септембар 1985.  | 21. мај 1986.        |
|        | 7.       | 28      | 28      | 24. септембар 1986.  | 6. мај 1987.         |
|        | 8.       | 22      | 22      | 23. септембар 1987.  | 30. март 1988.       |
|        | 9.       | 22      | 22      | 3. новембар 1988.    | 11. мај 1989.        |
|        | На окупу | 4       | 4       | 20. октобар 1991.    | 22. октобар 1991.    |

## Популарност у Југославији
Серија је у СФР Југославији, као и у остатку света стекла енормну популарност и постала велики феномен са утицајем на тадашњу популарну културу. На простору СФР Југославије права за емитовање серије планирала је 1983. године откупити ТВ Загреб, али се од тога одустало јер се сматрало да је серија непримерена југословенској публици. Када је ТВ Загреб одустао од куповине серије, ТВ Београд се предомислила и најавила почетак емитовања за јануар 1984, али је због раздора међу југословенским ТВ центрима, почетак одложен за лето 1984. године, те се Династија у СФРЈ почела емитовати 25. јуна 1984. године, понедељком на другом програму ТВ Београд у термину од 21:00. Серија је касније емитована у оквиру ноћног програма „Ноћ са вама“ који су преносиле све станице ЈРТ-а, а задњи део серије назван „Династија: Поново на окупу” ТВ Београд емитовала је 1992. године у оквиру програма „Око поноћи”. Након распада СФРЈ у Србији све епизоде серије Династија током 1994. године емитовала је ТВ Палма. Телевизија БК емитовала је 2003. године прве две сезоне Династије. БК је чак осмислила и телефонски квиз у којем су гледаоцима постављана питања у вези са тек завршеном епизодом, после које се квиз емитовао. У Хрватској је након распада СФРЈ, прва сезона серије је емитована на Нова. Касније, Хрватска радио-телевизија је најавила да 25 година након емитовања, 22. јуна 2015. поново почиње емитовање серије на првом програму. Након прве сезоне серија је пресељена на други програм. Емитовање је прекинуто 29. септембра 2015. након четврте сезоне.
Популарност серије у СФРЈ тумачила се специфичним околностима економске кризе у којој се нашла тадашња држава. Гламур, раскош и богатство су биле непозната категорија у социјалистичкој Југославији, па је Династија била једна од првих серија у којој се могао видети живот супер богаташа у једној капиталистичкој држави, што је постало прихватљива алтернатива тадашњем социјалистичко-управном поретку. Занимљиво је да је Савез жена социјалистичке омладине СР Македоније упутио захтев да се серија прекине са емитовањем јер приказује начин живота стран социјалистичком самоуправном моралу. Посебно је интересантно да су Ђорђе Балашевић и Рокери с Мораву, више из шале, направили песме у којим се говори о ликовима из Династије, а за Новогодишњи програм 1985. ТВ Београд је направила пародију серије. Поред емисије Седморица младих ТВ Београд и ТВ Сарајево је правила пародију серије у својој култној емисији Топ листа надреалиста. Ипак, најпознатији југословенски омаж серији је седми филм из циклуса Луде године који носи назив Жикина династија у којем се двојица деда плаше да би њихов унук незаинтересован за девојке могао кренути путем Стивена Карингтона и постати хомосексуалац. Појавом лика Алексис Карингтон Колби, у Југославији су почеле да се праве имитације хаљине које је тај лик носио у серији. Издавале су се посебне књиге, сликовнице, производиле мајице и парфеми у знаку серије.

## Рибут серија
Шапирови су 12. јануара 2011. најавили да су написали сценарио дугометражног играног филма преднаставка серије Династија смештен у 1960-е прошлог века и да га продају студијима ради могуће филмске франшизе. У интервјуу из септембра 2011, глумица серије Династија, Џоун Колинс, причала је о телевизијском оживљавању серије Династија: „Била сам у сталном контакту са Естер Шапиро, која је то написала, и очигледно су написали сценарио.”
У септембру 2016, најављено је да је у развоју рибут серије Династија на The CW-у, који такође пишу Џош Шварц, Стефани Севиџ и Сали Патрик. Пројекат је добио серијску наруџбу у мају 2017. године. Уз продукцију Шапирових, нова серија открива наследницу, Фалон, која се суочава са својом ускоро маћехом, Кристал, хиспањолком. У серији The CW-а глуме Грант Шоу као Блејк;; Елизабет Гилис као Фалон; Сам Адегоке као Џеф; Роберт Кристофер Рајли као Блејков шофер, Мајкл; Џејмс Макај као Стивен; Рафаел да ла Фуенте као Сам Џоунс, мушка, геј, верзија Сами Џо; Алан Дејл као мајордомо Карингтонових, Андерс; Ник Векслер као Метју Блејздел; Бријана Браун као Клаудија; Вакима Холис као Џефова сестра, Моника Колби; Медисон Браун као Кирби; Сам Андервуд као Адам; и Мајкл Мишел као Доминик. Првобитно се Натали Кели појављује као Кристал у првој сезони, али је мења Ана Бренда Контрерас у другој сезони, коју је затим заменила Данијела Алонсо у трећој сезони. Николет Шеридан игра Алексис у првој и другој сезони, и Елејн Хендрикс улази у улогу у трећој сезони.
Нова Династија премијерно је емитована 11. октобра 2017. године у Сједињеним Државама. Касније је обновљена за другу, трећу и четврту сезону.